# Velika nagrada Rusije
Velika nagrada Rusije je utrka Formule 1 koja se održava na stazi Soči u Sočiju od 2014. godine. 

## Povijest
Prve moto utrke su održane 1913. i 1914. u Sankt Peterburgu, a održavanje je prekinuo Prvi svjetski rat i poslije Ruski građanski rat. Postojali su pokušaji obnove utrke za vrijeme Sovjetskog Saveza, ali je tradicija nastavljena tek 2014.

### Višestruki pobjednici (vozači)
| Pobjede | Vozač           | Pobjednička godina                |
| ------- | --------------- | --------------------------------- |
| 5       | Lewis Hamilton  | 2014., 2015., 2018., 2019., 2021. |
| 2       | Valtteri Bottas | 2017., 2020.                      |

### Višestruki pobjednici (konstruktori)
| Pobjede | Konstruktor | Pobjednička godina                                     |
| ------- | ----------- | ------------------------------------------------------ |
| 8       | Mercedes    | 2014., 2015., 2016., 2017., 2018., 2019., 2020., 2021. |

## Pobjednici po godinama
| Godina | Vozač           | Bolid    |
| ------ | --------------- | -------- |
| 2014.  | Lewis Hamilton  | Mercedes |
| 2015.  | Lewis Hamilton  | Mercedes |
| 2016.  | Nico Rosberg    | Mercedes |
| 2017.  | Valtteri Bottas | Mercedes |
| 2018.  | Lewis Hamilton  | Mercedes |
| 2019.  | Lewis Hamilton  | Mercedes |
| 2020.  | Valtteri Bottas | Mercedes |
| 2021.  | Lewis Hamilton  | Mercedes |